# Кошарка у колицима на Летњим параолимпијским играма
Кошарка у инвалидским колицима се такмичи на Љетњим параолимпијским играма од Љетњих параолимпијских игара 1960. у Риму.
Побједа на Параолимпијским играма сматра се највећом одличјем у међународној кошарци у инвалидским колицима, а затим слиједе Свјетско првенство Међународне федерације кошарке у инвалидским колицима (ИВБФ) за мушкарце и жене и одговарајућа интерконтинентална првенства.

## Дисциплине
У прве двије параолимпијске игре биле су двије дисциплине за мушкарце (класа А и Б). Од Параолимпијских игара 1968. постоје двије дисциплине, мушка и женска.
Актуелне дициплине
- Мушка екипа
- Женска екипа

## Квалификације
- 1960 - 1988. : без квалификиција
- 1992 - данас: свјетске и регионалне квалификације

## Биланс медаља
Спортисти који освајају медаље за све Љетње игре од 1960. су сљедећи:

### Мушкарци

#### Класа A
| 1960. Рим   | САД | Велика Британија | Израел |
| 1964. Токио | САД | Велика Британија | Израел |

#### Класа Б
| 1960. Рим   | САД | Холандија | Велика Британија |
| 1964. Токио | САД | Аргентина | Израел           |

#### Мушки тимови
| 1968. Тел Авив       | Израел     | САД              | Велика Британија |
| 1972. Хајделберг     | USA        | ISR              | ARG              |
| 1976. Торонто        | USA        | ISR              | FRA              |
| 1980. Арнхем         | ISR        | NED              | USA              |
| 1984. Сток Мандевил  | FRA        | NED              | SWE              |
| 1988. Сеул           | USA        | NED              | FRA              |
| 1992. Барселона      | Холандија  | Немачка          | Француска        |
| 1996. Аталанта       | Аустралија | Немачка          | САД              |
| 2000. Сиднеј         | Канада     | Холандија        | САД              |
| 2004. Атина          | Канада     | Аустралија       | Велика Британија |
| 2008. Пекинг         | Аустралија | Канада           | Велика Британија |
| 2012. Лондон         | CAN        | AUS              | САД              |
| 2016. Рио де Женеиро | САД        | Шпанија          | Велика Британија |
| 2020. Токио          | САД        | Јапан            | Велика Британија |
| 2024. Париз          | САД        | Велика Британија | Немачка          |

### Женски тимови
| 1968. Тел Авив       | Израел          | Аргентина       | САД        |
| 1972. Хајделберг     | Аргентина       | Јамајка         | Израел     |
| 1976. Торонто        | Израел          | Западна Немачка | Аргентина  |
| 1980. Архем          | Западна Немачка | Израел          | САД        |
| 1984. Сток Мандевил  | Западна Немачка | Израел          | Јапан      |
| 1988. Сеул           | САД             | Западна Немачка | Холандија  |
| 1992. Барселона      | Канада          | САД             | Холандија  |
| 1996. Аталанта       | Канада          | Холандија       | САД        |
| 2000. Сиднеј         | Канада          | Аустралија      | Јапан      |
| 2004. Атина          | САД             | Аустралија      | Канада     |
| 2008. Пекинг         | САД             | Немачка         | Аустралија |
| 2012. Лондон         | Немачка         | AUS             | NED        |
| 2016. Рио де Женеиро | САД             | Немачка         | Холандија  |
| 2020 Токио           | Холандија       | Кина            | САД        |
| 2024 Париз           | Холандија       | САД             | Кина       |

## Учесници такмичења на Љњтним параолимпијским играма

### Од 1960. године до данас

#### Мушкарци
https://www.wheelchairbasketball.ca/wp-content/uploads/2016/01/Paralympic-Games-Results-1960-2012.pdf
1. 1968.: 13 тимова
2. 1972.: Дивизија I 9 тимова / дивизија II 10 тимова
3. 1976.: 21 тимова
4. 1980.: 17 тимова
5. 1984.: 18 тимова
6. 1988.: 17 тимова
7. 1992.: 12 тимова
8. 1996.: 12 тимова
9. 2000.: 12 тимова
10. 2004.: 12 тимова
11. 2008.: 12 тимова
12. 2012.: 12 тимова
13. 2016.: 12 тимова
14. 2020.: 12 тимова
15. 2024.: 8 тимова

| Године | Национални тимови |
| ------ | --- |
| 1960.  | САД - Велика Британија - Израел - Холандија |
| 1964.  | САД - Велика Британија - Израел - Аргентина |
| 1968.  | САД - Велика Британија - Западна Немачка - Швајцарска - Израел - Француска - Холандија - Белгија - Канада - Шведска - Италија - Аргентина - Аустралија                                                                                  |
| 1972.  | Аргентина - Велика Британија - Шведска - Холандија - Италија - САД - Израел - Француска - Аустралија - Белгија - Шпанија - Канада - Португалија - Швајцарска - Западна Немачка - Бразил - Јамајка - Југославија - Ирска                 |
| 1976.  | Израел - Холандија - Мексико - Италија - Колумбија - Француска - Канада - Швајцарска - Финска - Јужна Африка - Аргентина - Велика Британија - Западна Немачка - Шпанија - Данска - САД - Шведска - Белгија- Бразил - Јапан - Аустралија |
| 1980.  | САД - Јапан - Шпанија - Аустралија - Италија - Израел - Аргентина - Белгија - Западна Немачка - Холандија - Канада - Данска - Бразил - Француска - Шведска - Велика Британија - Египат                                                  |
| 1984.  | Канада - САД - Италија - Швајцарска - Финска - Израел - Западна Немачка - Мексико - Шпанија - Велика Британија - Француска - Аустралија - Јапан - Египат - Шведска - Холандија - Југославија - Данска                                   |
| 1988.  | САД - Шведска - Велика Британија - Бразил - Француска - Западна Немачка - Аустралија- Аргентина - Мароко - Холандија - Израел - Шпанија - Јужна Кореја - Канада Јапан - Белгија - Мексико                                               |
| 1992.  | Холандија - Француска - Немачка - Шведска - Аустралија - Израел - САД - Велика Британија - Канада - Шпанија - Јапан - Аргентина |
| 1996.  | Шпанија - Аустралија - Велика Британија - Канада - Мексико - Аргентина - САД - Француска - Холандија - Јапан - Шведска |
| 2000.  | Канада - САД - Велика Британија - Немачка - Мексико - Јужна Африка - Холандија - Француска - Аустралија - Шведска- Јапан - Јужна Кореја                                                                                                 |
| 2004.  | Канада - Аустралија - Италија Велика Британија - Бразил - Француска - Холандија - САД - Немачка - Јапан - Шаблон:IRI - Гренланд |
| 2008.  | Канада - Немачка - Шаблон:IRI - Јапан - Јужна Африка - Шведска - Аустралија - Велика Британија - САД - Израел - Бразил - Кина |
| 2012.  | Аустралија - Канада - Колумбија - Немачка - Велика Британија - Италија - Јапан - Шпанија - Пољска - Турска - САД - Јужна Африка |
| 2016.  | Шпанија - Турска - Аустралија - Холандија - Јапан - Канада - САД - Велика Британија - Бразил - Немачка - Шаблон:IRI - Алжир |
| 2020.  | |

#### Жене
| Година | 1.  | 2.  | 3.  | 4.  | 5.  | 6.  | 7.  | 8.  | 9.  | 10. |
| ------ | --- | --- | --- | --- | --- | --- | --- | --- | --- | --- |
| 1972.  | ARG | JAM | ISR | GER | CAN | GBR | YUG |     |     |     |
| 1976.  | ISR | GER | ARG | CAN | USA |     |     |     |     |     |
| 1980.  | GER | ISR | USA | ARG |     |     |     |     |     |     |
| 1984.  | GER | ISR | JPN | CAN | USA | NED |     |     |     |     |
| 1988.  | USA | GER | NED | CAN | JPN | ISR | SWE | ARG | GBR |     |
| 1992.  | CAN | USA | AUS | NED | GER | GBR | JPN | FRA | ISR | ESP |
| 1996.  | CAN | NED | USA | AUS | JPN | GBR | GER | BRA |     |     |
| 2000.  | CAN | AUS | JPN | NED | USA | MEX | GER | GBR |     |     |
| 2004.  | CAN | USA | GER | AUS | NED | JPN | MEX | FRA |     |     |
| 2008.  | USA | GER | AUS | JPN | CAN | NED | CHN | GBR | MEX | BRA |
| 2012.  | GER | AUS | NED | USA | CHN | CAN | GBR | MEX | GER | FRA |
| 2016.  | USA | GER | NED | GBR | CAN | CHN | BRA | FRA | ARG | ALG |
| 2020.  | NED | CHN | USA | GER | CAN | JPN | GBR | ESP | AUS | ALG |

### Рангирање
- https://www.wheelchairbasketball.ca/events/paralympic-games/past-results/
- https://www.wheelchairbasketball.ca/wp-content/uploads/2016/01/Paralympic-Games-Results-1960-2012.pdf
- https://www.paralympic.org/paralympic-games-results

### Резултати такмичења
1. https://www.paralympic.org/rome-1960/results/wheelchair-basketball
2. https://www.paralympic.org/tokyo-1964/results/wheelchair-basketball
3. https://www.paralympic.org/tel-aviv-1968/results/wheelchair-basketball
4. https://www.paralympic.org/heidelberg-1972/results/wheelchair-basketball
5. https://www.paralympic.org/toronto-1976/results/wheelchair-basketball
6. https://www.paralympic.org/arnhem-1980/results/wheelchair-basketball
7. https://www.paralympic.org/stoke-mandeville-new-york-1984/results/wheelchair-basketball
8. https://www.paralympic.org/seoul-1988/results/wheelchair-basketball
9. https://www.paralympic.org/barcelona-1992/results/wheelchair-basketball
10. https://www.paralympic.org/atlanta-1996/results/wheelchair-basketball
11. https://www.paralympic.org/sydney-2000/results/wheelchair-basketball
12. https://www.paralympic.org/athens-2004/results/wheelchair-basketball
13. https://www.paralympic.org/beijing-2008/results/wheelchair-basketball
14. https://www.paralympic.org/london-2012/results/wheelchair-basketball
15. https://www.paralympic.org/rio-2016/results/wheelchair-basketball
16. https://www.paralympic.org/tokyo-2020/results/wheelchair-basketball